# Brilliant Corners
Brilliant Corners —  студийный альбом джазового музыканта Телониуса Монка, вышедший в 1957 году. Это был его третий диск на лейбле Riverside и первый альбом, для этого лейбла, включавшие его собственные композиции. Заглавный трек был настолько сложен, что потребовал более дюжины дублей в студии и считается одной из самых сложных композиций. В 2003 году альбом стал одной из пятидесяти записей выбранных в том году Библиотекой Конгресса для национального реестра записей.
в 1999 году, благодаря своему историческому значению альбом был принят в Зал славы Грэмми.
Альбом попал в сборник Тысяча и один музыкальный альбом, который стоит прослушать, прежде чем вы умрёте.

## Список композиций
Автор всех композиций Телониус Монк если не указано иное.
1. «Brilliant Corners» — 7:42
2. «Ba-lue Bolivar Ba-lues-are» — 13:24
3. «Pannonica» — 8:50
4. «I Surrender Dear» (Гарри Беррис) — 5:25
5. «Bemsha Swing» (Телониус Монк, Дэнзел Бест) — 7:42

## Участники записи
Музыканты
- Телониус Монк — фортепиано; челеста на Pannonica
- Эрни Генри — альтовый саксофон на Brilliant Corners, Ba-lue Bolivar Ba-lues-are и Pannonica
- Сонни Роллинз — теноровый саксофон
- Оскар Петтифорд — контрабас на Brilliant Corners, Ba-lue Bolivar Ba-lues-are и Pannonica
- Макс Роуч — ударные; литавры на Bemsha Swing
- Кларк Терри — труба на Bemsha Swing
- Пол Чемберс — контрабас на Bemsha Swing

Продюсеры
- Оррин Кипньюс — продюсер
- Джек Хиггинс  — звукооператор
- Джо Тарантино — мастеринг